# Monochromátor

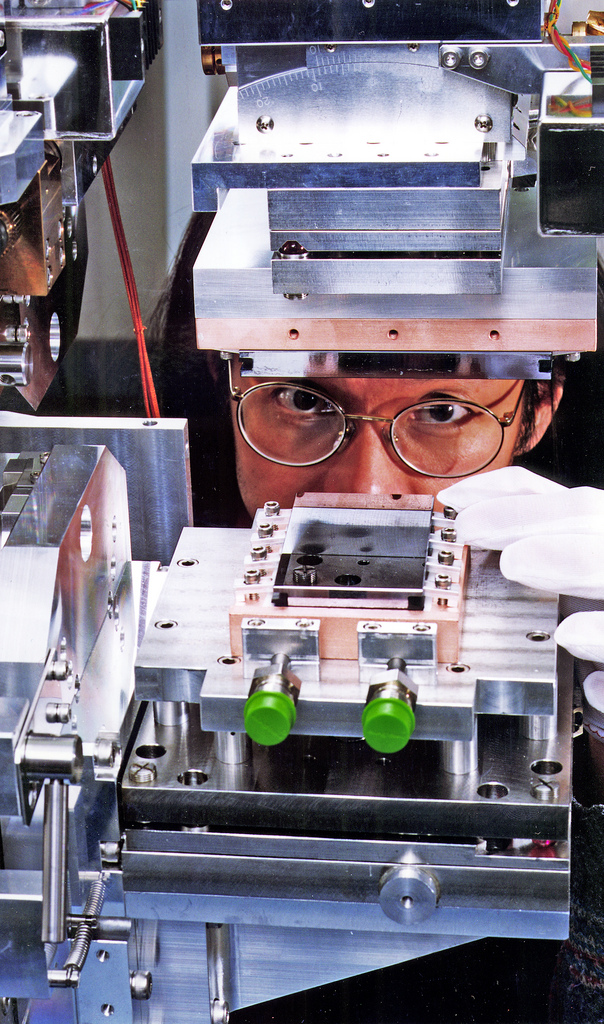
Pokročilý monochromátor vyzařující rentgenovou část spektra.

Monochromátor je zařízení propouštějící jen velmi úzkou část spektra, jehož vlnovou délku lze měnit. Funkci monochromátoru plní například druhá štěrbina u spektroheliografu. I všechny radioastronomické přístroje jsou monochromátory, protože z příchozího záření různých vlnových délek vybírají jen úzkou část spektra a zesilují ho. Měří se absorbance.